# Два центи (США)
Два центи (англ. Two cents) — дрібна розмінна монета США з міді, карбувалася між 1864–1873 роками. Єдина монета за усю історію США вартістю 2 центи. Монета у 2 цента, а також суміжні номінали у 3 та 5 центів, являли собою серію монет з зображенням щита на реверсі, що символізував єдність країни. Передумовою створення цієї серії монет були фінансові труднощі часів громадянської війни в США.

## Історія
Монета цього типу карбувалася в 1864–1872 роках, в 1873 році карбувалася тільки за технологією пруф. Дизайн монети роботи Джеймса Лонгакра (1794–1869), 4-го за рахунком головного гравера монетного двору США в період з 1844 по 1869 роки. У 1864 році монета цього номіналу карбувалася двох різновидів, які розрізняються розміром літер в девізі «IN GOD WE TRUST». Вперше цей девіз був викарбуваний на монеті в 1864 році внаслідок сплеску релігійних настроїв у суспільстві в період громадянської війни 1861–1865 років у США. Рідкісним різновидом є монета з малими літерами в девізі. Монета карбувалася тільки на філадельфійському монетному дворі (без позначки на монеті).

## Тираж
| Рік  | Філадельфія              |
| ---- | ------------------------ |
| 1864 | 19 847 500 (близько 100) |
| 1865 | 13 640 000 (близько 500) |
| 1866 | 3 177 000 (близько 725)  |
| 1867 | 2 938 750 (близько 625)  |
| 1868 | 2 803 750 (близько 600)  |
| 1869 | 1 546 500 (близько 600)  |
| 1870 | 861 250 (близько 1000)   |
| 1871 | 721 250 (близько 960)    |
| 1872 | 65 000 (близько 950)     |
| 1873 | (близько 600)            |

(У дужках позначено кількість монет з якістю пруф)

## Опис

### Аверс
Позначення номіналу у центрі «2 CENTS» посеред вінку з пшеничних колосків. По краю монети півколом розташований напис «UNITED STATES OF AMERICA».

### Реверс
Зображення щиту, який символізує єдність країни — це було дуже важливо після закінчення громадянської війни у США 1861–1864 років. Щит розташовано на тлі вінку з оливкових гілок, двох стріл і стрічки зверху з гаслом «IN GOD WE TRUST», однак існує різновид монети без цього девізу. Знизу монети рік випуску.

## Джерело
- Нумізматичний сайт